# Josef Wehrli
Josef Wehrli (Einsiedeln, 3 de desembre de 1954) va ser un ciclista suís, que fou professional entre 1978 i 1983.

## Palmarès
- 1981
  - 1r a Visp-Graechen
- 1982
  - 1r a GP de la ville de Meyrin

### Resultats al Tour de França
- 1982. 69è de la classificació general

### Resultats al Giro d'Itàlia
- 1979. 82è de la classificació general
- 1980. 62è de la classificació general
- 1983. 101è de la classificació general

### Resultats a la Volta a Espanya
- 1982. Abandona